# 萝宾·布拉德肖
萝宾·布拉德肖（英語：Robyn Bradshaw，1947年5月6日—），澳大利亚女子跳水运动员。她曾代表澳大利亚参加1966年大英帝国和英联邦运动会跳水比赛，获得一枚银牌。她也曾参加1964年和1968年夏季奥林匹克运动会。